# Lista över fornlämningar i Strömstads kommun (Näsinge)
Lista över fornlämningar i Strömstads kommun (Näsinge) är en förteckning av ett urval av de fornlämningar som finns i Näsinge i Strömstads kommun.
| Namn                      | Lämningstyp                      | Tillkomsttid | Historisk indelning | Plats | Läge                 | ID-nr          | Bild                                 |
| ------------------------- | -------------------------------- | ------------ | ------------------- | ----- | -------------------- | -------------- | ------------------------------------ |
| Näsinge 1:1               | Röse                             |              | Näsinge, Bohuslän   |       | 59.040884, 11.328102 | 10158500010001 | Ladda upp en bild av detta fornminne |
| Näsinge 1:2               | Stensättning                     |              | Näsinge, Bohuslän   |       | 59.040575, 11.328023 | 10158500010002 | Ladda upp en bild av detta fornminne |
| Näsinge 6:1               | Stensättning                     |              | Näsinge, Bohuslän   |       | 59.042453, 11.350353 | 10158500060001 | Ladda upp en bild av detta fornminne |
| Näsinge 7:1               | Röse                             |              | Näsinge, Bohuslän   |       | 59.026726, 11.316320 | 10158500070001 | Ladda upp en bild av detta fornminne |
| Näsinge 8:1               | Röse                             |              | Näsinge, Bohuslän   |       | 59.024276, 11.315047 | 10158500080001 | Ladda upp en bild av detta fornminne |
| Näsinge 9:1               | Röse                             |              | Näsinge, Bohuslän   |       | 59.023334, 11.313382 | 10158500090001 | Ladda upp en bild av detta fornminne |
| Stenkistan (Näsinge 19:1) | Stenkammargrav                   |              | Näsinge, Bohuslän   |       | 59.001638, 11.274892 | 10158500190001 | Ladda upp en bild av detta fornminne |
| Näsinge 22:1              | Röse                             |              | Näsinge, Bohuslän   |       | 59.002787, 11.294813 | 10158500220001 | Ladda upp en bild av detta fornminne |
| Näsinge 22:2              | Stensättning                     |              | Näsinge, Bohuslän   |       | 59.002653, 11.295175 | 10158500220002 | Ladda upp en bild av detta fornminne |
| Näsinge 24:1              | Fornborg                         |              | Näsinge, Bohuslän   |       | 58.994240, 11.300498 | 10158500240001 | Ladda upp en bild av detta fornminne |
| Näsinge 26:1              | Stensättning                     |              | Näsinge, Bohuslän   |       | 59.013617, 11.304910 | 10158500260001 | Ladda upp en bild av detta fornminne |
| Näsinge 29:1              | Röse                             |              | Näsinge, Bohuslän   |       | 59.008901, 11.317295 | 10158500290001 | Ladda upp en bild av detta fornminne |
| Näsinge 29:2              | Stensättning                     |              | Näsinge, Bohuslän   |       | 59.008560, 11.317311 | 10158500290002 | Ladda upp en bild av detta fornminne |
| Näsinge 29:3              | Röse                             |              | Näsinge, Bohuslän   |       | 59.008250, 11.317446 | 10158500290003 | Ladda upp en bild av detta fornminne |
| Näsinge 32:1              | Röse                             |              | Näsinge, Bohuslän   |       | 59.007420, 11.317263 | 10158500320001 | Ladda upp en bild av detta fornminne |
| Näsinge 32:2              | Röse                             |              | Näsinge, Bohuslän   |       | 59.007208, 11.317316 | 10158500320002 | Ladda upp en bild av detta fornminne |
| Näsinge 35:1              | Röse                             |              | Näsinge, Bohuslän   |       | 59.006841, 11.317425 | 10158500350001 | Ladda upp en bild av detta fornminne |
| Näsinge 36:1              | Röse                             |              | Näsinge, Bohuslän   |       | 59.005186, 11.316756 | 10158500360001 | Ladda upp en bild av detta fornminne |
| Näsinge 36:2              | Stensättning                     |              | Näsinge, Bohuslän   |       | 59.004962, 11.316761 | 10158500360002 | Ladda upp en bild av detta fornminne |
| Näsinge 36:3              | Stensättning                     |              | Näsinge, Bohuslän   |       | 59.004981, 11.316463 | 10158500360003 | Ladda upp en bild av detta fornminne |
| Näsinge 36:4              | Stensättning                     |              | Näsinge, Bohuslän   |       | 59.004739, 11.316487 | 10158500360004 | Ladda upp en bild av detta fornminne |
| Näsinge 40:1              | Röse                             |              | Näsinge, Bohuslän   |       | 58.995394, 11.307147 | 10158500400001 | Ladda upp en bild av detta fornminne |
| Näsinge 40:2              | Stensättning                     |              | Näsinge, Bohuslän   |       | 58.995270, 11.306994 | 10158500400002 | Ladda upp en bild av detta fornminne |
| Näsinge 41:1              | Röse                             |              | Näsinge, Bohuslän   |       | 58.998819, 11.330290 | 10158500410001 | Ladda upp en bild av detta fornminne |
| Näsinge 41:2              | Stensättning                     |              | Näsinge, Bohuslän   |       | 58.998653, 11.330811 | 10158500410002 | Ladda upp en bild av detta fornminne |
| Näsinge 43:1              | Röse                             |              | Näsinge, Bohuslän   |       | 58.997469, 11.329135 | 10158500430001 | Ladda upp en bild av detta fornminne |
| Näsinge 44:1              | Röse                             |              | Näsinge, Bohuslän   |       | 58.996062, 11.327900 | 10158500440001 | Ladda upp en bild av detta fornminne |
| Näsinge 45:1              | Röse                             |              | Näsinge, Bohuslän   |       | 58.994436, 11.327885 | 10158500450001 | Ladda upp en bild av detta fornminne |
| Näsinge 46:1              | Hög                              |              | Näsinge, Bohuslän   |       | 59.005013, 11.333544 | 10158500460001 | Ladda upp en bild av detta fornminne |
| Näsinge 50:1              | Röse                             |              | Näsinge, Bohuslän   |       | 59.036215, 11.361056 | 10158500500001 | Ladda upp en bild av detta fornminne |
| Näsinge 52:1              | Stensättning                     |              | Näsinge, Bohuslän   |       | 59.031974, 11.370624 | 10158500520001 | Ladda upp en bild av detta fornminne |
| Näsinge 52:2              | Stensättning                     |              | Näsinge, Bohuslän   |       | 59.032041, 11.370477 | 10158500520002 | Ladda upp en bild av detta fornminne |
| Näsinge 53:1              | Gravfält                         |              | Näsinge, Bohuslän   |       | 59.032399, 11.372398 | 10158500530001 | Ladda upp en bild av detta fornminne |
| Näsinge 54:1              | Röse                             |              | Näsinge, Bohuslän   |       | 59.032811, 11.373405 | 10158500540001 | Ladda upp en bild av detta fornminne |
| Näsinge 55:1              | Röse                             |              | Näsinge, Bohuslän   |       | 59.038939, 11.382147 | 10158500550001 | Ladda upp en bild av detta fornminne |
| Näsinge 56:1              | Fästning/skans                   |              | Näsinge, Bohuslän   |       | 59.051101, 11.396753 | 10158500560001 | Ladda upp en bild av detta fornminne |
| Näsinge 56:2              | Fästning/skans                   |              | Näsinge, Bohuslän   |       | 59.050918, 11.397088 | 10158500560002 | Ladda upp en bild av detta fornminne |
| Näsinge 57:1              | Stensättning                     |              | Näsinge, Bohuslän   |       | 59.048319, 11.393859 | 10158500570001 | Ladda upp en bild av detta fornminne |
| Näsinge 57:2              | Stensättning                     |              | Näsinge, Bohuslän   |       | 59.048385, 11.393726 | 10158500570002 | Ladda upp en bild av detta fornminne |
| Näsinge 58:1              | Hög                              |              | Näsinge, Bohuslän   |       | 59.042415, 11.403650 | 10158500580001 | Ladda upp en bild av detta fornminne |
| Näsinge 58:2              | Hög                              |              | Näsinge, Bohuslän   |       | 59.042302, 11.403965 | 10158500580002 | Ladda upp en bild av detta fornminne |
| Näsinge 60:1              | Stensättning                     |              | Näsinge, Bohuslän   |       | 59.041458, 11.403247 | 10158500600001 | Ladda upp en bild av detta fornminne |
| Näsinge 68:1              | Fornborg                         |              | Näsinge, Bohuslän   |       | 59.041226, 11.278646 | 10158500680001 | Ladda upp en bild av detta fornminne |
| Näsinge 69:1              | Stenkammargrav                   |              | Näsinge, Bohuslän   |       | 59.006971, 11.281089 | 10158500690001 | Ladda upp en bild av detta fornminne |
| Näsinge 70:1              | Stensättning                     |              | Näsinge, Bohuslän   |       | 59.046634, 11.400623 | 10158500700001 | Ladda upp en bild av detta fornminne |
| Näsinge 71:1              | Fornborg                         |              | Näsinge, Bohuslän   |       | 59.052817, 11.393498 | 10158500710001 | Ladda upp en bild av detta fornminne |
| Näsinge 82:1              | Stensättning                     |              | Näsinge, Bohuslän   |       | 59.010288, 11.317750 | 10158500820001 | Ladda upp en bild av detta fornminne |
| Näsinge 84:1              | Stensättning                     |              | Näsinge, Bohuslän   |       | 59.001681, 11.348152 | 10158500840001 | Ladda upp en bild av detta fornminne |
| Näsinge 85:1              | Stensättning                     |              | Näsinge, Bohuslän   |       | 59.030344, 11.327244 | 10158500850001 | Ladda upp en bild av detta fornminne |
| Näsinge 86:1              | Stensättning                     |              | Näsinge, Bohuslän   |       | 59.033836, 11.343754 | 10158500860001 | Ladda upp en bild av detta fornminne |
| Näsinge 88:1              | Fornborg                         |              | Näsinge, Bohuslän   |       | 59.012513, 11.302385 | 10158500880001 | Ladda upp en bild av detta fornminne |
| Näsinge 89:1              | Stensättning                     |              | Näsinge, Bohuslän   |       | 59.002395, 11.293913 | 10158500890001 | Ladda upp en bild av detta fornminne |
| Näsinge 89:2              | Stensättning                     |              | Näsinge, Bohuslän   |       | 59.002341, 11.293873 | 10158500890002 | Ladda upp en bild av detta fornminne |
| Näsinge 91:1              | Gravfält                         |              | Näsinge, Bohuslän   |       | 58.995164, 11.315333 | 10158500910001 | Ladda upp en bild av detta fornminne |
| Näsinge 92:1              | Röse                             |              | Näsinge, Bohuslän   |       | 58.992716, 11.326393 | 10158500920001 | Ladda upp en bild av detta fornminne |
| Näsinge 93:1              | Röse                             |              | Näsinge, Bohuslän   |       | 58.993494, 11.326522 | 10158500930001 | Ladda upp en bild av detta fornminne |
| Näsinge 95:1              | Stensättning                     |              | Näsinge, Bohuslän   |       | 59.001810, 11.290092 | 10158500950001 | Ladda upp en bild av detta fornminne |
| Näsinge 96:1              | Stensättning                     |              | Näsinge, Bohuslän   |       | 59.004635, 11.318342 | 10158500960001 | Ladda upp en bild av detta fornminne |
| Näsinge 97:1              | Röse                             |              | Näsinge, Bohuslän   |       | 59.001932, 11.313911 | 10158500970001 | Ladda upp en bild av detta fornminne |
| Näsinge 98:1              | Röse                             |              | Näsinge, Bohuslän   |       | 59.000561, 11.315786 | 10158500980001 | Ladda upp en bild av detta fornminne |
| Näsinge 99:1              | Stensättning                     |              | Näsinge, Bohuslän   |       | 58.990283, 11.288454 | 10158500990001 | Ladda upp en bild av detta fornminne |
| Näsinge 101:1             | Hällristning                     |              | Näsinge, Bohuslän   |       | 59.020295, 11.317041 | 10158501010001 | Ladda upp en bild av detta fornminne |
| Näsinge 102:1             | Hällristning                     |              | Näsinge, Bohuslän   |       | 59.018278, 11.318250 | 10158501020001 | Ladda upp en bild av detta fornminne |
| Näsinge 102:2             | Hällristning                     |              | Näsinge, Bohuslän   |       | 59.018161, 11.318592 | 10158501020002 | Ladda upp en bild av detta fornminne |
| Näsinge 103:1             | Hällristning                     |              | Näsinge, Bohuslän   |       | 59.017692, 11.319874 | 10158501030001 | Ladda upp en bild av detta fornminne |
| Näsinge 104:1             | Hällristning                     |              | Näsinge, Bohuslän   |       | 59.016627, 11.319021 | 10158501040001 | Ladda upp en bild av detta fornminne |
| Näsinge 105:1             | Hällristning                     |              | Näsinge, Bohuslän   |       | 59.032845, 11.336696 | 10158501050001 | Ladda upp en bild av detta fornminne |
| Näsinge 105:2             | Hällristning                     |              | Näsinge, Bohuslän   |       | 59.032743, 11.336601 | 10158501050002 | Ladda upp en bild av detta fornminne |
| Näsinge 106:1             | Ristning, medeltid/historisk tid |              | Näsinge, Bohuslän   |       | 59.027797, 11.326729 | 10158501060001 | Ladda upp en bild av detta fornminne |
| Näsinge 107:1             | Hällristning                     |              | Näsinge, Bohuslän   |       | 59.018919, 11.322502 | 10158501070001 | Ladda upp en bild av detta fornminne |
| Näsinge 107:2             | Hällristning                     |              | Näsinge, Bohuslän   |       | 59.018923, 11.322293 | 10158501070002 | Ladda upp en bild av detta fornminne |
| Näsinge 107:3             | Hällristning                     |              | Näsinge, Bohuslän   |       | 59.018866, 11.322194 | 10158501070003 | Ladda upp en bild av detta fornminne |
| Näsinge 107:4             | Hällristning                     |              | Näsinge, Bohuslän   |       | 59.019003, 11.322268 | 10158501070004 | Ladda upp en bild av detta fornminne |
| Näsinge 108:1             | Hällristning                     |              | Näsinge, Bohuslän   |       | 59.019392, 11.323761 | 10158501080001 | Ladda upp en bild av detta fornminne |
| Näsinge 108:2             | Hällristning                     |              | Näsinge, Bohuslän   |       | 59.019535, 11.323712 | 10158501080002 | Ladda upp en bild av detta fornminne |
| Näsinge 108:3             | Hällristning                     |              | Näsinge, Bohuslän   |       | 59.019546, 11.324146 | 10158501080003 | Ladda upp en bild av detta fornminne |
| Näsinge 108:4             | Hällristning                     |              | Näsinge, Bohuslän   |       | 59.019368, 11.323466 | 10158501080004 | Ladda upp en bild av detta fornminne |
| Näsinge 108:5             | Hällristning                     |              | Näsinge, Bohuslän   |       | 59.019346, 11.323383 | 10158501080005 | Ladda upp en bild av detta fornminne |
| Näsinge 108:6             | Hällristning                     |              | Näsinge, Bohuslän   |       | 59.019312, 11.323280 | 10158501080006 | Ladda upp en bild av detta fornminne |
| Näsinge 108:7             | Hällristning                     |              | Näsinge, Bohuslän   |       | 59.019237, 11.323307 | 10158501080007 | Ladda upp en bild av detta fornminne |
| Näsinge 108:8             | Hällristning                     |              | Näsinge, Bohuslän   |       | 59.019162, 11.323540 | 10158501080008 | Ladda upp en bild av detta fornminne |
| Näsinge 109:1             | Hällristning                     |              | Näsinge, Bohuslän   |       | 59.020092, 11.324406 | 10158501090001 | Ladda upp en bild av detta fornminne |
| Näsinge 110:1             | Hällristning                     |              | Näsinge, Bohuslän   |       | 59.017753, 11.329474 | 10158501100001 | Ladda upp en bild av detta fornminne |
| Näsinge 111:1             | Hällristning                     |              | Näsinge, Bohuslän   |       | 59.019531, 11.330831 | 10158501110001 | Ladda upp en bild av detta fornminne |
| Näsinge 112:1             | Hällristning                     |              | Näsinge, Bohuslän   |       | 59.011792, 11.336202 | 10158501120001 | Ladda upp en bild av detta fornminne |
| Näsinge 120:1             | Röse                             |              | Näsinge, Bohuslän   |       | 59.015236, 11.327337 | 10158501200001 | Ladda upp en bild av detta fornminne |
| Näsinge 134:1             | Grav markerad av sten/block      |              | Näsinge, Bohuslän   |       | 58.999709, 11.294266 | 10158501340001 | Ladda upp en bild av detta fornminne |
| Näsinge 165:1             | Hög                              |              | Näsinge, Bohuslän   |       | 59.025551, 11.381949 | 10158501650001 | Ladda upp en bild av detta fornminne |
| Näsinge 165:2             | Hög                              |              | Näsinge, Bohuslän   |       | 59.025673, 11.382127 | 10158501650002 | Ladda upp en bild av detta fornminne |
| Näsinge 231:1             | Stensättning                     |              | Näsinge, Bohuslän   |       | 59.034646, 11.345538 | 10158502310001 | Ladda upp en bild av detta fornminne |
| Näsinge 236:1             | Stensättning                     |              | Näsinge, Bohuslän   |       | 59.018690, 11.324039 | 10158502360001 | Ladda upp en bild av detta fornminne |
| Näsinge 254:1             | Hällristning                     |              | Näsinge, Bohuslän   |       | 59.017439, 11.322944 | 10158502540001 | Ladda upp en bild av detta fornminne |
| Näsinge 255:1             | Hällristning                     |              | Näsinge, Bohuslän   |       | 59.017492, 11.321512 | 10158502550001 | Ladda upp en bild av detta fornminne |
| Näsinge 255:2             | Hällristning                     |              | Näsinge, Bohuslän   |       | 59.017418, 11.321432 | 10158502550002 | Ladda upp en bild av detta fornminne |
| Näsinge 256:1             | Hällristning                     |              | Näsinge, Bohuslän   |       | 59.020556, 11.324987 | 10158502560001 | Ladda upp en bild av detta fornminne |
| Näsinge 257:1             | Hällristning                     |              | Näsinge, Bohuslän   |       | 59.019448, 11.317299 | 10158502570001 | Ladda upp en bild av detta fornminne |
| Näsinge 258:1             | Hällristning                     |              | Näsinge, Bohuslän   |       | 59.023291, 11.343116 | 10158502580001 | Ladda upp en bild av detta fornminne |
| Näsinge 259:1             | Hällristning                     |              | Näsinge, Bohuslän   |       | 59.021153, 11.328583 | 10158502590001 | Ladda upp en bild av detta fornminne |
| Näsinge 260               | Hällristning                     |              | Näsinge, Bohuslän   |       | 59.032518, 11.372983 | 12000000112336 | Ladda upp en bild av detta fornminne |
| Näsinge 261               | Stenkammargrav                   |              | Näsinge, Bohuslän   |       | 59.012862, 11.332856 | 12000000112338 | Ladda upp en bild av detta fornminne |